# チャーチル駅 (マニトバ州)
チャーチル駅（英語：Churchill train station ）は、カナダマニトバ州チャーチル にある駅。カナダ各地を結ぶVIA鉄道が乗り入れている。

## 概要
当駅は有人駅である。

## 利用可能な鉄道路線／列車
VIA鉄道の停車する列車は下記の通り。
ウィニペグ / ザ・パスとチャーチル間の夜行長距離列車ウィニペグ・チャーチル・トレイン …ウィニペグ行 木・土、ザ・パス行 火 出発 